# Hospitaal (Zottegem)

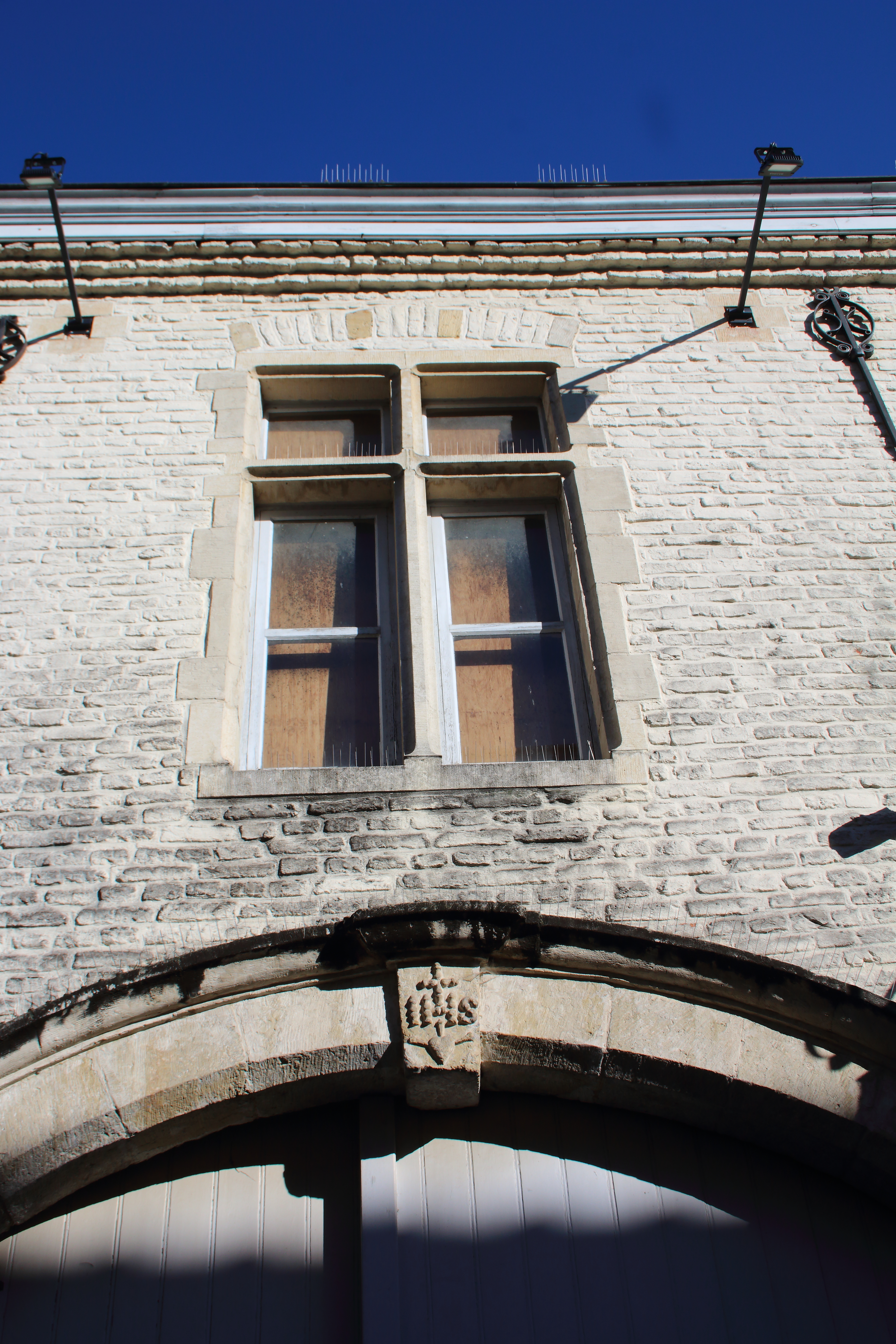
Hospitaal

Het oude Hospitaal in de Hospitaalstraat in de Belgische stad Zottegem is een overblijfsel van het sieckhuys dat al sinds de veertiende eeuw in Zottegem bestond. Het zou in 1344 gesticht zijn door Jan I van Melun, heer van Zottegem en burggraaf van Gent. Het hospitaal hing rond 1400 al af van het Grauwzustersklooster in Velzeke (1412 den hospitaele van velseke [...] eene stede tsotteghem die men heet den spitaelschen lochten); kort na de stichting zou een deel van het hospitaal al overgeplaatst zijn naar Velzeke. 
Het Zottegemse Hospitaal omvatte een kapel gewijd aan de heilige Barbara, een tuin (hospitaallochtink) en een ziekenhuis binnen de begrenzing Markt-Vestenstraat-Kapellestraat (waer plocht het Hospitael te sijn). Na de godsdiensttroebelen van de zestiende eeuw werd het hospitaal heropgericht (zeker voor 1623, blijkt uit kerkrekeningen). Het is onduidelijk wanneer het Zottegemse hospitaal ophield te bestaan. Pastoor-deken Johannes Baptista Magherman heeft het in een brief van 7 september 1843 aan de Gentse bisschop wel over de afbraak van de oude hospitaalkapel op het Kapelleveld door de Franse troepen. Het overblijfsel van het hospitaalgebouw heeft een korfboogpoort met omlijsting van zandsteen. In de boog van de inrijpoort staan het jaartal 1662 en het katholieke monogram IHS.
Sinds 1978 is het overblijfsel van het Hospitaal beschermd als monument. Er is nu een horecazaak (Kaffee Planchee) in gevestigd.

## Afbeeldingen

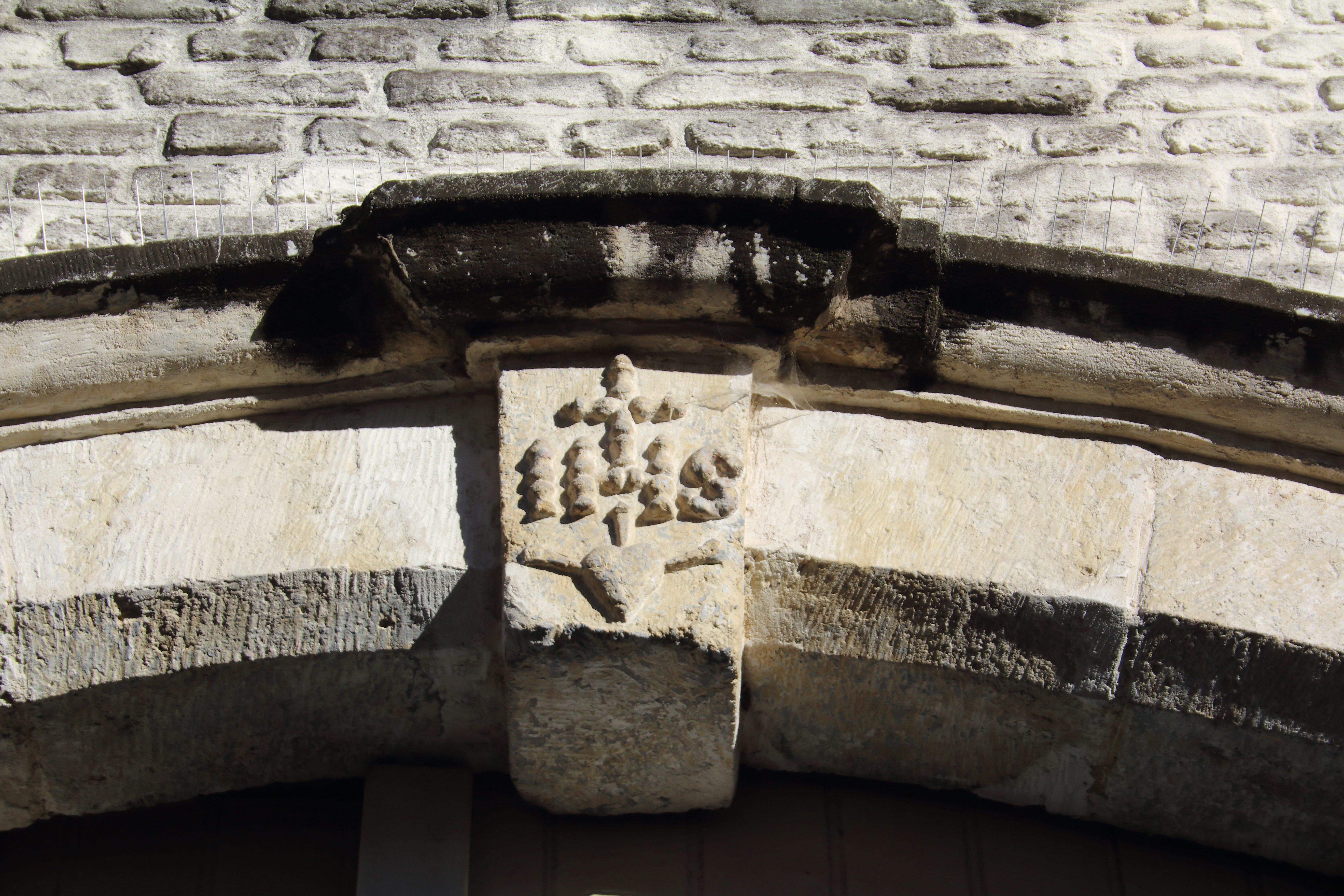
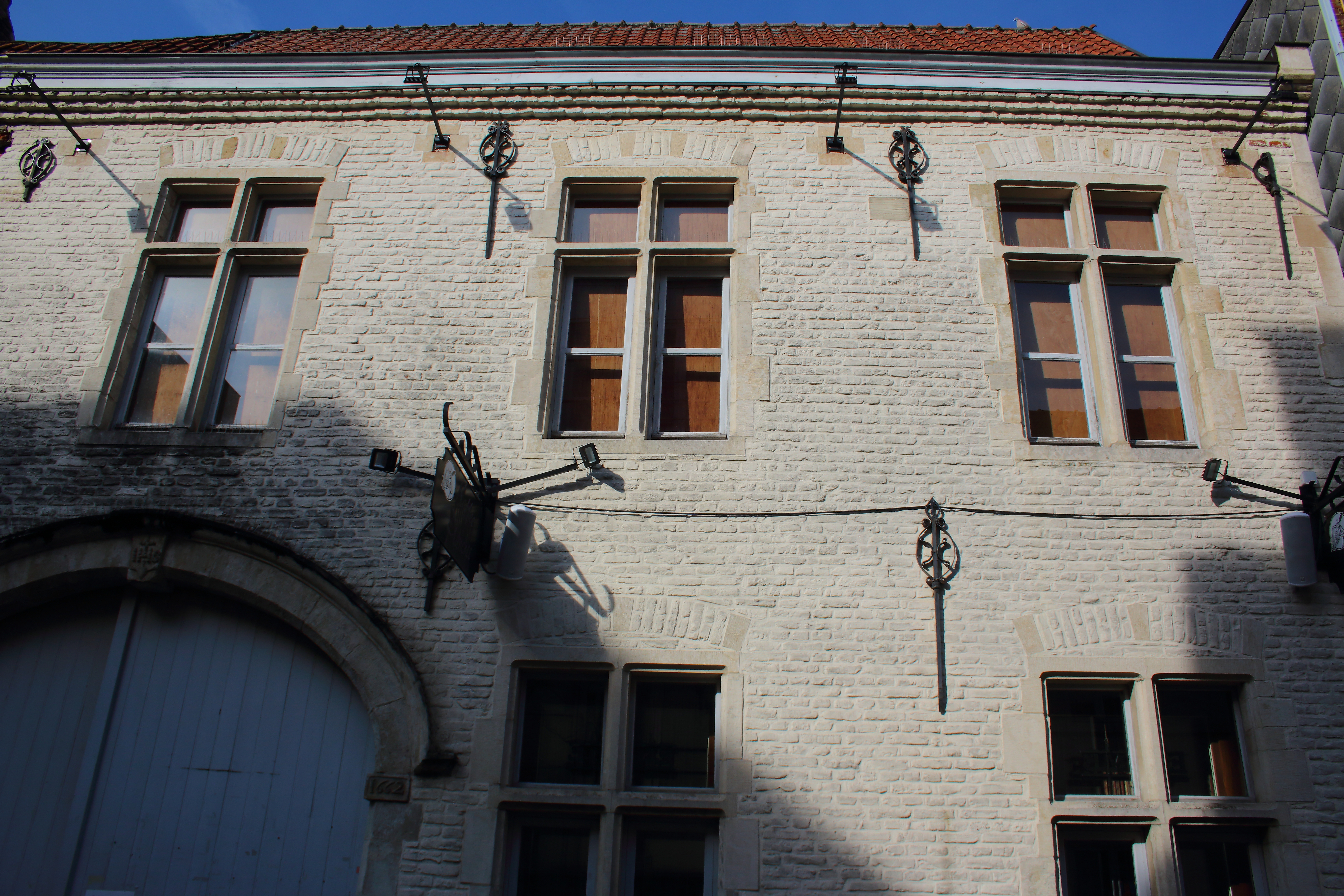
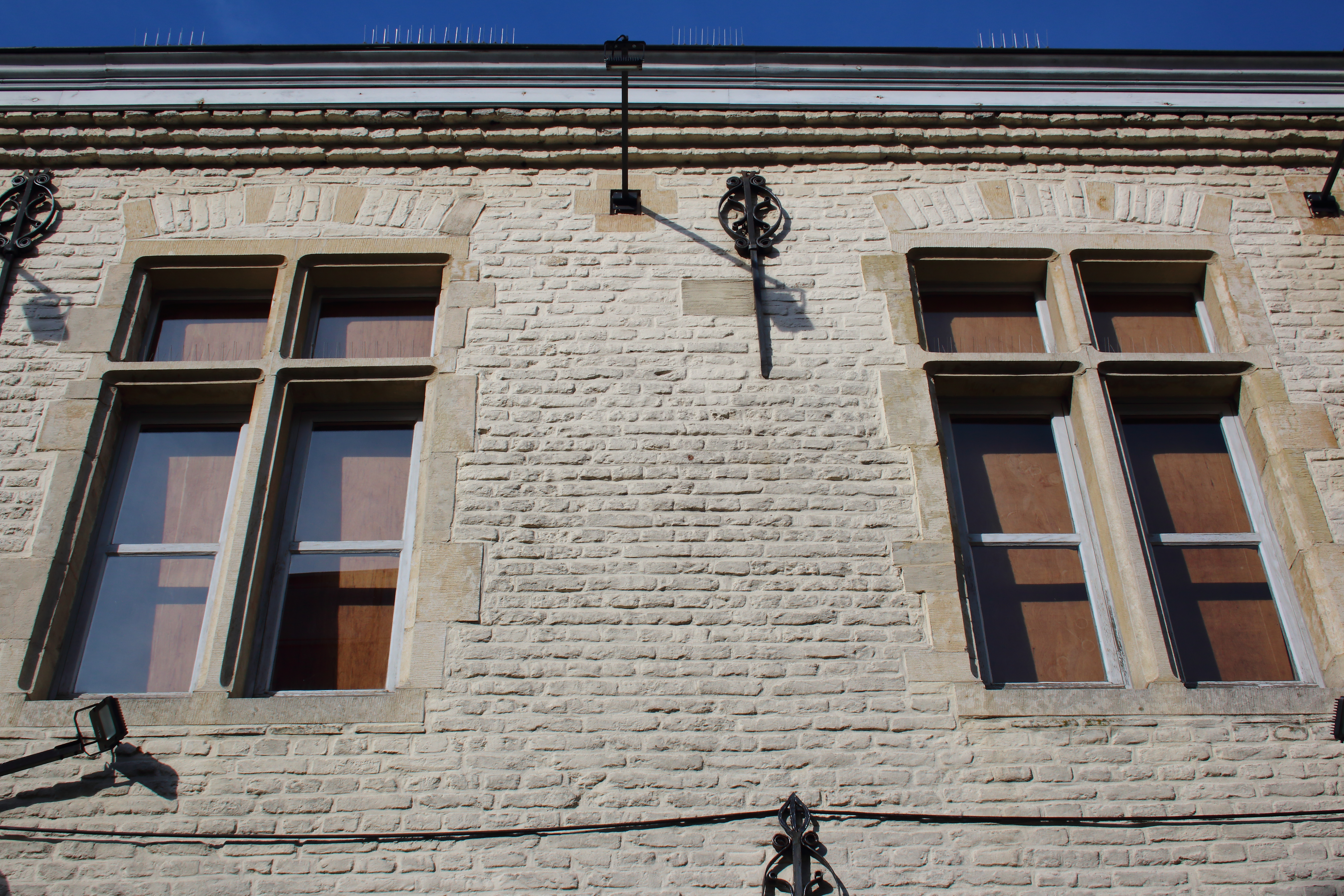
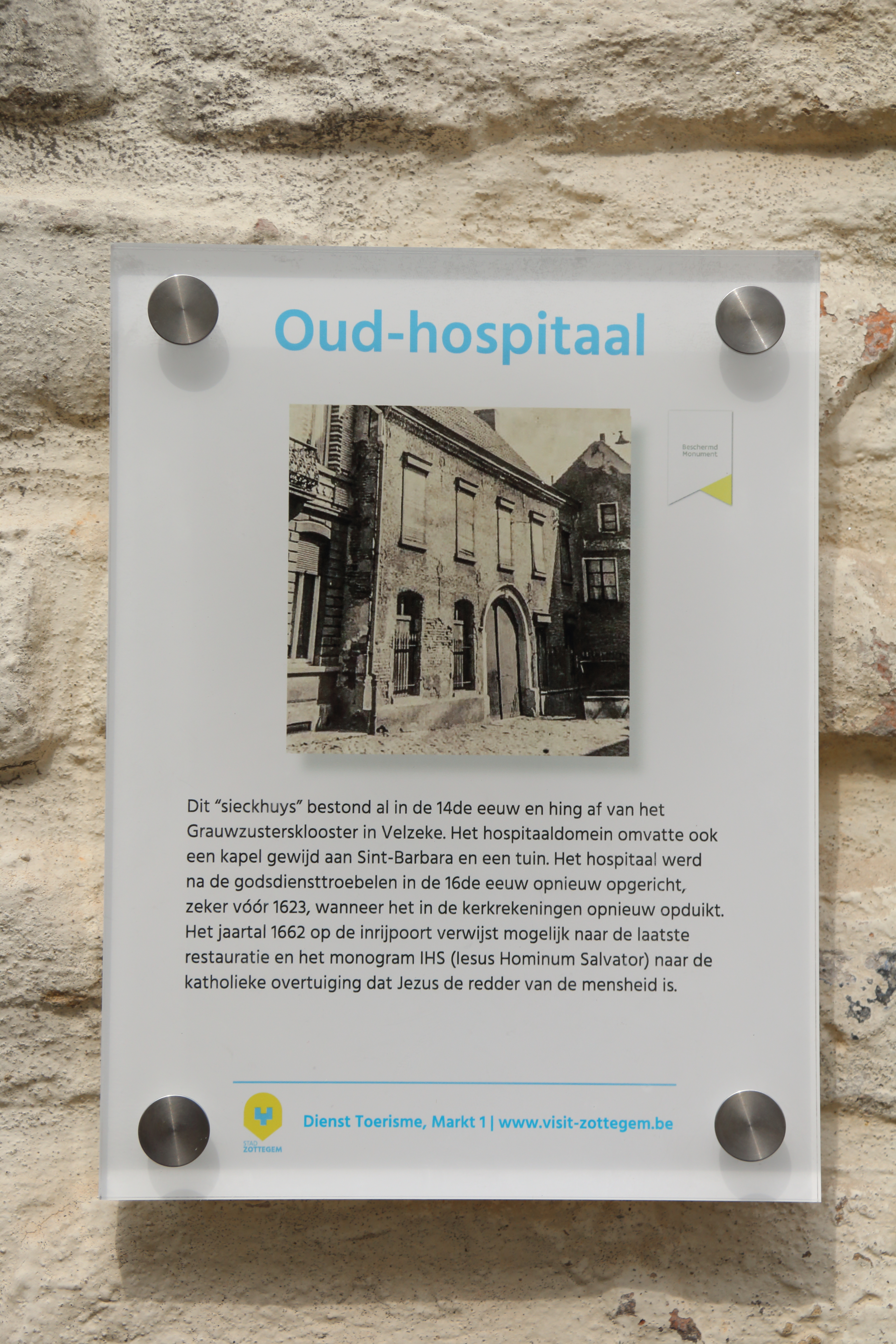
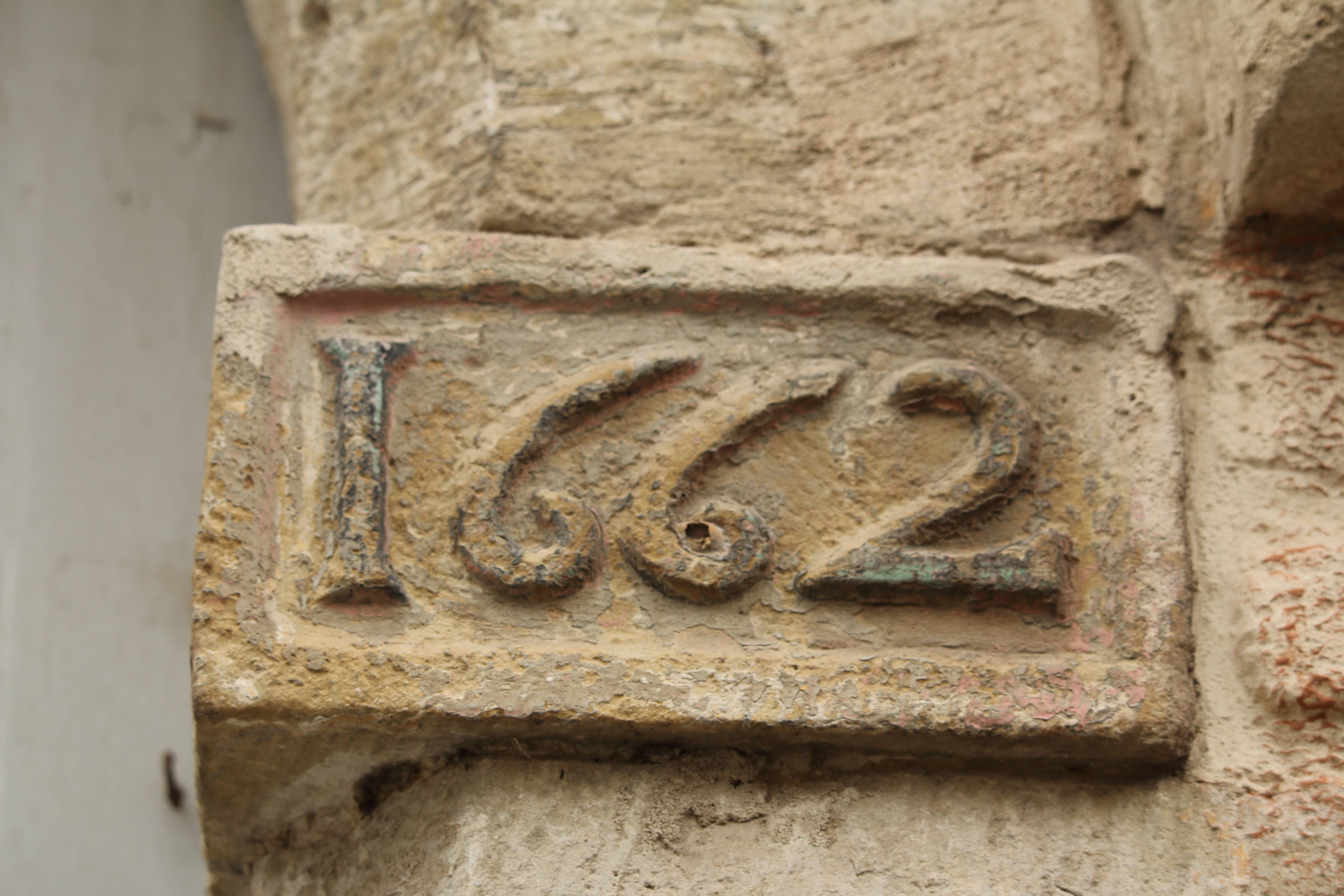